# William Gadsby
William Gadsby (Attleborough, Nuneaton, Reino Unido, 3 de enero de 1773  –  Mánchester, Reino Unido, 27 de enero de 1844) fue un teólogo, misionero, predicador, escritor, erudito bíblico y pastor bautista reformado inglés conocido porque fue uno de los primeros líderes del movimiento Bautista reformado en Inglaterra.  

## Biografía

### Primeros años
William Gadsby nació en Attleborough, Nuneaton, Reino Unido, el 3 de enero de 1773 hijo de John y Martha Gadsby nació en la pobreza y asistió brevemente a la escuela de la iglesia de Nuneaton, comenzando a trabajar como tejedor de cintas a los 13 años. leer.  Su conversión al cristianismo también fue a esta edad:
"Pero cuando el Señor se complació bondadosamente en avivar mi alma, que tenía entonces solo 17 años de edad, y me mostró algo de lo que realmente era el pecado, realmente lo temí entonces, y se produjo un cambio en mi mente de un tipo muy diferente ... Entonces fui llevado solemne y bendecidamente a creer en la misericordia y el perdón gratuitos de Dios."
Se unió a la Iglesia Bautista Cow Lane en Coventry, donde fue bautizado el 29 de diciembre de 1793.

### Ministerio
Aunque no fue educado formalmente, Gadsby fue considerado por sus contemporáneos como un excelente predicador y pastor que defendió la causa de la justicia social y se opuso a la Iglesia Isabelina establecida . En 1805 se convirtió en pastor de Black Lane Chapel, la Iglesia Bautista Estricta en Manchester , Inglaterra, y ocupó ese puesto hasta su muerte. 
De 1805 a 1844 fue pastor de una iglesia bautista reformada en Manchester . Viajó 96.561  km , la mayor parte a pie, y predicó hasta 12.000 sermones. Influyó en la instalación de 40 nuevos lugares de culto, Recopiló una selección de himnos que incluyen muchas de sus composiciones y la colección completa de himnos de Joseph Hart que publicó en una colección de canciones gospel, " Hymns of Gadsby ", en 1814 en Manchester . Su himno más conocido es “The Immortal Honors”.
Con su hijo John, lanzó la revista Gospel Standard en 1835 y fue su primer editor, John también creó otra revista llamada Friendly Companion que comenzó en 1857 y todavía está en circulación hoy, Muchos de los sermones de William Gasby todavía son accesibles